# Robert Kirkman
Robert Kirby Kirkman, född 30 november 1978, är en amerikansk serietidningsförfattare. Han har skrivit och författat serietidningarna The Walking Dead och dess spin-off Fear The Walking Dead som adapterats till tv-serier. Han har även producerat tv-serier, exempelvis Invincible som han även författat. Robert Kirkman arbetar även som ordförande för företaget Skybound Entertainment. 
År 2010 grundade Robert Kirkman underhållningsföretaget Skybound Entertainment för att lyckas utveckla egenskaper inom både traditionella medier, men även nya medier, samt serier, TV och film. Företaget sköter även licenserna angående The Walking Dead och Invincible. År 2018 grundades Skybound Games då Skybound expanderades för att utveckla spel baserat på sina immateriella rättigheter. 

## Uppväxt
Robert Kirkman var född i Lexington, Kentucky och uppväxt i Cynthiana, Kentucky.
Sedan tidigt hade Kirkman vart intresserad av zombiefilmer som Night Of The Living Dead och zombiespel som Resident Evil.